# Augustin Le Maresquier
Augustin Le Maresquier né le 15 décembre 1910 à Cherbourg (Manche) et mort le 6 décembre 1972 à Tourlaville (Manche), inspecteur des PTT, est un historien régional français.

## Biographie
Son action de résistant durant la Seconde Guerre mondiale lui a valu la croix de guerre en 1947, la médaille de la résistance belge, la médaille de la commémoration belge en 1949, la médaille militaire et la médaille de la France libérée en 1958. En 1967, il est nommé chevalier de la Légion d’honneur.
Augustin Le Maresquier fut conservateur du musée de la Libération au fort du Roule à Cherbourg dont il avait été cofondateur.
Il fut également :
- membre de la Société nationale académique de Cherbourg (1936).
- Membre titulaire de la Société des antiquaires de Normandie

## Publications
- Une Institution charitable disparue : L'hôpital-hospice de Bricquebec - Pillu-Roland, Valognes, 1939.
- Notes historiques sur la paroisse et commune d'Équeurdreville, Imprimerie centrale, Cherbourg, 1942.
- Histoire de Tourlaville, 1943.

- Prix Montyon 1945 de l’Académie française
- La Manche libérée et meurtrie. Holocauste à la victoire, Creté, Corbeil, 1946.
- Le Château de Tourlaville. Histoire et légende des Ravalet, Imprimerie de La Dépêche, Cherbourg, 1969.
- en collaboration avec Jean-Louis Vaneille, Les patoisants bas-normands, Éditions de Scripta, Saint-Lô.

## Décorations
- Croix de guerre 1939–1945
- Médaille militaire
- Chevalier de la Légion d'honneur